# Allocasuarina hystricosa
Allocasuarina hystricosa là một loài thực vật có hoa trong họ Casuarinaceae. Loài này được Wege mô tả khoa học đầu tiên năm 2007.